# Werner Schmidli
Werner Schmidli (* 30. September 1939 in Basel; † 14. November 2005 ebenda) war ein Schweizer Schriftsteller, der vor allem durch seine zahlreichen Kriminalromane bekannt wurde.

## Leben und Werk
Werner Schmidli entstammte einer Arbeiterfamilie. Er besuchte die Realschule und absolvierte eine Lehre zum Chemielaboranten in Basel. Anschließend unternahm er eine Weltreise: Von 1960 bis 1962 reiste er zuerst mit einem Frachtschiff über Nordafrika, den Panamakanal und Polynesien nach Australien. Dort hielt er sich eineinhalb Jahre in Melbourne auf, wo er als Industriearbeiter tätig war. Nachdem er über Indonesien und Indien in die Schweiz zurückgekehrt war, lebte er anfangs im Kanton Aargau und arbeitete im Verlagswesen. Daneben setzte Schmidli, der bereits in den Fünfzigerjahren mit dem Schreiben begonnen hatte, seine literarischen Aktivitäten fort; 1966 erschien sein erster Band mit Erzählungen im Benziger Verlag. Ab 1967 lebte Schmidli in Basel. Von 1968 bis 1978 war er Mitherausgeber der Literaturzeitschrift drehpunkt, ab 1979 freier Schriftsteller in Basel.
Schmidlis Werk umfasst Romane, Erzählungen, Gedichte, Theaterstücke, Hörspiele und Fernsehdrehbücher. Während seine frühen Werke der Arbeiterliteratur zugerechnet werden können, hatten die späteren, etwa seit den Achtzigerjahren allgemeinere, existenzielle Probleme zum Thema. Seine letzten Werke zählen vorwiegend zur Kriminalliteratur.

## Auszeichnungen
- 1964: Förderpreis der Stadt Basel
- 1967: Werkjahr der Stadt Basel
- 1968. Einzelwerkpreis der Schweizerischen Schillerstiftung
- 1969: Förderungspreis der Stiftung Pro Helvetia
- 1979 und 1992: Werkjahr der Stiftung Pro Helvetia
- 1985: Basler Literaturpreis
- 1996: Werkbeitrag des Kantons Aargau
- 2001: Werkbeitrag der Kantone Basel-Stadt und Basel-Landschaft

## Werke
- Der Junge und die toten Fische. Erzählungen. Benziger, Einsiedeln 1966
- Meinetwegen soll es doch schneien. Roman. Benziger, Zürich 1967; Lenos, Basel 1992, ISBN 3-85787-609-3
- Der alte Mann, das Bier, die Uhr und andere Geschichten. Lukianos, Bern 1968; Gute Schriften (GS 363), Basel 1972
- Das Schattenhaus. Roman. Benziger, Zürich 1969
- Gebet eines Kindes vor dem Spielen. Gedichte. Lukianos, Bern 1970
- Margot’s Leiden. Erzählung. Lenos, Basel 1970
- Mir hört keiner zu. Auseinandersetzung für 2 oder mehrere Personen. Lenos, Basel 1971, ISBN 3-85787-008-7
- Sagen Sie nicht: Beim Geld hört der Spaß auf. Prosa. Benziger, Zürich 1971, ISBN 3-545-36125-X
- Fundplätze. Roman. Benziger, Zürich 1974, ISBN 3-545-36176-4
- Gustavs Untaten. Erzählungen. Benziger, Zürich 1976, ISBN 3-545-36250-7
- Zellers Geflecht. Roman. Benziger, Zürich 1979, ISBN 3-545-36293-0
- Die Freiheiten eines Reisenden. Geschichten. Gute Schriften (GS 468), Basel 1980, ISBN 3-7185-0026-4
- Ganz gewöhnliche Tage. Roman. Benziger, Zürich 1981, ISBN 3-545-36326-0
- Warum werden Bäume im Alter schön. Roman. Benziger, Zürich 1984, ISBN 3-545-36360-0
- Der Mann am See. Roman. Nagel & Kimche, Zürich 1985; Neuausgabe ebd. 1999, ISBN 3-312-00248-6
- Hasenfratz. Roman. Nagel & Kimche, Zürich 1987, ISBN 3-312-00131-5
- Guntens stolzer Fall. Roman. Nagel & Kimche, Zürich 1989, ISBN 3-312-00147-1
- Von Sommer zu Sommer in meiner Nähe. Ein Geschichtentagebuch. Benziger, Zürich 1990, ISBN 3-545-36492-5
- Kythera oder Das blaue Zimmer. Roman. Nagel & Kimche, Zürich 1991, ISBN 3-312-00176-5
- Der Mann aus Amsterdam. Roman. Nagel & Kimche, Zürich 1993, ISBN 3-312-00187-0
- Der Seidenrosenbaum. Roman. Nagel & Kimche, Zürich 1996, ISBN 3-312-00215-X
- Schlitzohr. Roman. Nagel & Kimche, Zürich 1997, ISBN 3-312-00234-6
- Schabernack. Kriminalgeschichten. Cosmos, Muri bei Bern 2001, ISBN 3-305-00400-2
- Teufel und Beelzebub. Kriminalroman. Cosmos, Muri bei Bern 2002, ISBN 3-305-00401-0
- Bergfest. Kriminalroman. Cosmos, Muri bei Bern 2004, ISBN 3-305-00402-9
- Oswalds Kater. Eine Liebesgeschichte. Cosmos, Muri bei Bern 2005, ISBN 3-305-00403-7